# Willem Wijk
Wilhelmus (Willem) Wijk (Noorderhoogebrug, 17 september 1864 - Amersfoort, 24 januari 1941) was een Nederlands militair en Tweede Kamerlid.
Willem Wijk was beroeps-onderofficier in de Koninklijke Landmacht. Hij klom op tot sergeant-majoor-administrateur. In 1902 trad Wijk toe tot het hoofdbestuur van de belangenvereniging voor onderofficieren, Ons Belang. Vanaf 1912 was Wijk president van de vereniging. Tot 1933 bleef hij, ook na zijn pensionering, actief in het hoofdbestuur.
Tussen 1918 en 1922 zat Wijk in de Tweede Kamer namens de eenmansfractie van het Verbond tot Democratisering der Weermacht. Hij kwam vooral op voor de belangen van onderofficieren en hun weduwen. Hij trachtte in 1920 tevergeefs via een motie de SDAP te bewegen zich onomwonden uit te spreken voor het afschaffen van het leger om de partij zo in diskrediet te brengen. Zelf stemde hij tegen zijn motie.